# 帕斯夸萊山

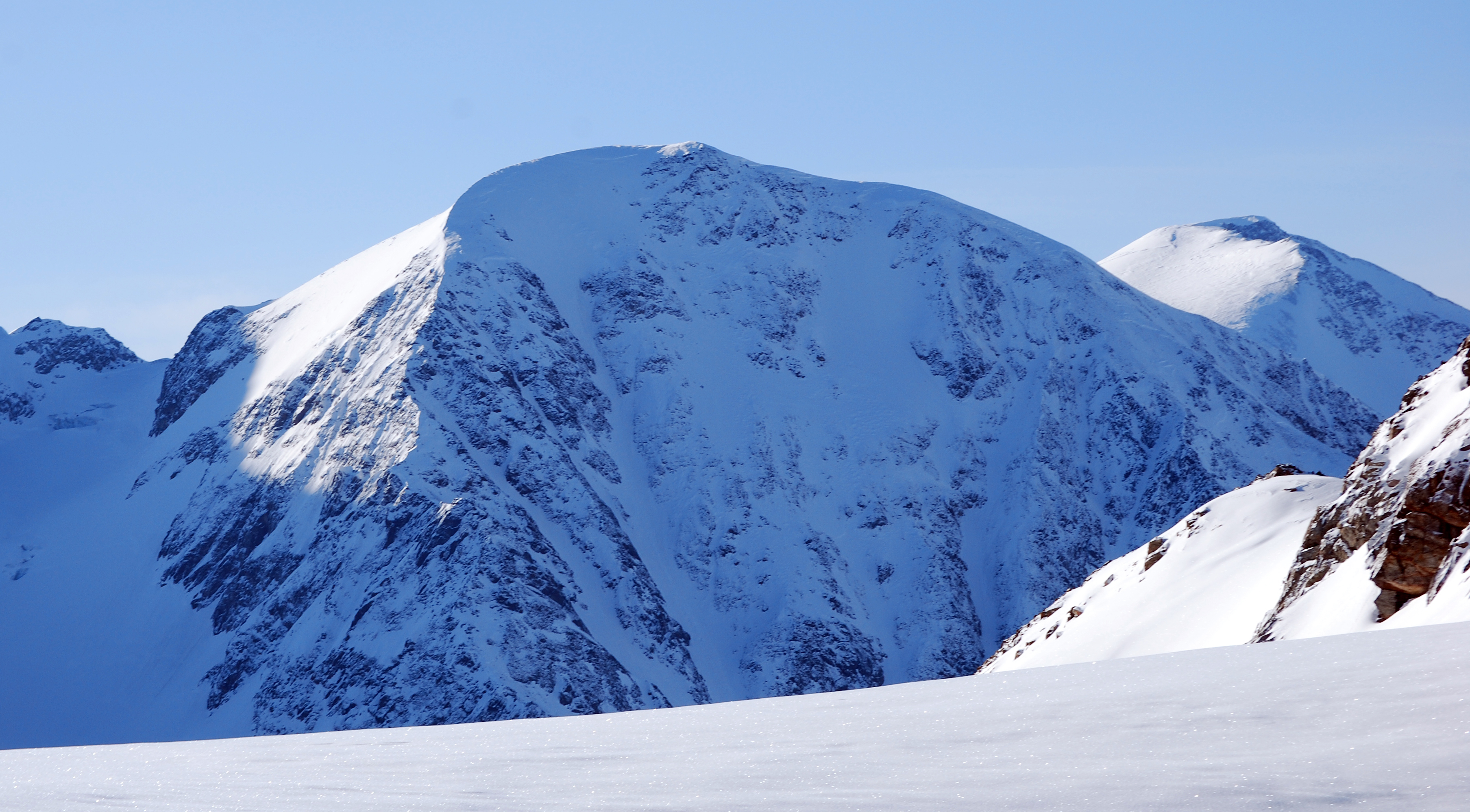

46°26′41″N 10°36′4″E / 46.44472°N 10.60111°E
帕斯夸萊山（義大利語：Monte Pasquale），是意大利的山峰，位於該國北部，由桑治奧省負責管轄，屬於奥特莱斯山的一部分，海拔高度3,553米，人類在1889年7月26日首次登頂。